# 金子路代
金子 路代（かねこ みちよ、1970年1月29日 – ）は、京都府京都市出身の女優。身長163.5 cm、体重48 kg。血液型はB型。特技は京都弁。希楽星所属。

## 出演

### テレビドラマ
- 不信のとき〜ウーマン・ウォーズ〜（2006年、フジテレビ）主婦 役
- 喰いタン2 第5話（2007年、日本テレビ）主婦 役
- 刑事一代（2009年、テレビ朝日）村越舞子 役
- ハンチョウ〜神南署安積班〜 第3シリーズ 第6話（2010年8月9日、TBS）クラブのママ 役
- Mother 第2話（2010年、日本テレビ） 母親 役
- 大切なことはすべて君が教えてくれた 第2話（2011年1月24日、フジテレビ）看護師 役
- 僕とスターの99日第1話（2011年10月23日、フジテレビ）清掃員 役
- マジすか学園2 第9話（2011年6月11日、テレビ東京） センターの母役
- ABU2012「ヒカルの掃除」（2012年8月1日、NHK）樹の母 役
- クロコーチ 第1話（2013年10月11日、TBS）遠山秩佳子 役
- 夏目漱石の妻  第2話(2016年9月27日、NHK) 女中役

### バラエティ
- ダウンタウンのガキの使いやあらへんで!! 罰ゲームスペシャル 絶対に笑ってはいけない警察24時!（2006年，日本テレビ）指名手配犯看板 組合員結婚詐欺事件犯 役

### 映画
- 難波金融伝・ミナミの帝王劇場版partXII「逆転相続」（1998年）
- 陰日向に咲く（2008年）
- ふうけもん（2009年）
- ケアニン～あなたでよかった～（2017年）
- ちはやふる-結び-（2018年）

### ラジオ
- FMシアター「よろしく『ちゃんぽん係長』」（2013年5月18日、NHK-FM、NHK松山放送局制作）
- 要ゆうじの昭和カプセル （2020年 - 、鳥越アズーリFM）

### スチール
- 肌。Biore×篠山紀信 0→100歳

### シネマコンテンツ
- ぬらりひょんの棲む家（2020年）peep